# Pseudechidna brummeri
Pseudechidna brummeri är en fiskart som först beskrevs av Bleeker, 1859.  Pseudechidna brummeri ingår i släktet Pseudechidna och familjen Muraenidae. Inga underarter finns listade i Catalogue of Life.